# Марія Чобану
Марі́я Чоба́ну (рум. Maria Ciobanu; нар. 3 вересня 1937, Рошіїле, Вилча) — румунська фольклорна виконавиця. У репертуарі має понад 600 пісень, записаних на дисках, на радіо та телебаченні: «Lie, ciocârlie», «Aurelu' mamei…», «Мене літній вітер віє», «У мене липа біля воріт», «Мої найпрекрасніші роки», «Чого б я не віддала, щоб бути вже малим», «Колесо, колесо…» та інші. Була одружена з Йоном Доленеску. У рідному місті закінчила 7 початкових класів і була відкрита тими, хто тоді вирішував долю юних талантів, у їхній творчості з використання народної пісні. Відвідувала середню школу в Бухаресті, потім Школу народного мистецтва в Бухаресті.

## Професійна діяльність
- Дебют на сцені Румунської академії з оркестром «Barbu Lăutaru» Філармонії «Джордже Енеску» (1961)
- Солістка ансамблю «Ciocârlia» (1962—2004)
- У 1962 році відбувається перша зйомка концерту румунським телебаченням.
- Перший запис Румунський суспільний мовник здійснив 1964 року з оркестром ансамблю Ciocârlia.
- Записала першу вінілову платівку в Electrecord у 1966 році з оркестром Віктора Предеску.
- У 1969 році записала першу вінілову платівку з Йоном Доленеску.
- Перша касета Electrecord випущена в 1975 році.
- У 1982 році записує диск у Югославії.
- У 1982 році записала диск зі своєю дочкою Ліліаною Чобану в звукозаписній компанії Electrecord.
- У 1988 році брала участь у Першому концерті народного тезауруса у виконанні Маріоари Муререску.
- До 1995 року артистка записала 24 вінілові диски в звукозаписній компанії Electrecord.
- Співпрацює з усіма великими оркестрами популярної музики в країні, граючи під керівництвом майстрів-диригентів: Йонеля Будіштяну, Парасківа Опря, Георге Замфіра, Віктора Предеску та інших.
- Виступає по всьому світу, зустрічається з видатними діячами музичного світу: Пласідо Домінго, Хосе Карерасом, Лучано Паваротті, Віорікою Кортес, Роберто Аланья та іншими.

## Нагороди та відзнаки
- Двічі нагороджена «Золотим диском»
- 29 листопада 2002 року президент Румунії Йон Ілієску нагородив Марію Чобану Національним хрестом вірної служби III класу «за створення та передачу з талантом і самовідданістю значущих літературних творів для румунської та універсальної цивілізації». Він також нагородив її 7 лютого 2004 року орденом «За заслуги в культурі» в ранзі великого офіцера, категорія D — «Виконавське мистецтво», «на знак вдячності за всю діяльність і за самовідданість та талант інтерпретації, виявлений на службі сценічного мистецтва і шоу» .

23 жовтня 2014 року на церемонії, що відбулася в замку Пелеш у Сінаї, отримала від Королівського Дому Румунії нагороду Орденом Корони Румунії в ранзі лицаря з нагоди 93-ї річниці народження Міхая I, короля Румунії, нагороду вручила кронпринцеса Румунії Маргарита. Після заходу відбулася вечеря в державній їдальні замку Пелеш. Серед особистостей, яких також нагородили, були Драга Олтяну Матей та Стеліан Тенасе, президент-генеральний директор Румунського телебачення, який отримав орден Корони Румунії у званні офіцера, а також виконавиця народної музики Софія Віковянка.